# Coming Out (Film)
Coming Out ist ein von der DEFA produzierter Spielfilm aus der DDR von 1989 mit zentral homosexueller Thematik.

## Handlung
Die Handlung spielt in Ost-Berlin. Der junge Lehrer Philipp Klarmann lernt seine Kollegin Tanja, die er noch vom Studium kennt, nach einem Unfall im Treppenhaus der Schule näher kennen, und die beiden beginnen eine Beziehung. Ein alter Freund Tanjas, Jakob, den sie Redford nennt, entpuppt sich als Jugendliebe Philipps. Philipps Eltern hatten die Beziehung beendet, indem sie Jakob einen Zirkelkasten und ein Fahrrad als Entschädigung schenkten. Durch die Wiederbegegnung gerät Philipp in eine Krise, flüchtet in eine Schwulenbar, aus der er schließlich volltrunken von zwei Barbesuchern nach Hause gebracht wird. Einen dieser für ihn anfangs anonymen Helfer, den jungen Matthias, trifft er bald danach vor dem Schauspielhaus wieder und beginnt mit ihm eine Beziehung.
Philipp muss sich mit seiner eigenen sexuellen Orientierung auseinandersetzen, hat aber nicht die Kraft hierzu. Auf einem Konzert mit dem berühmten Dirigenten Daniel Barenboim im Schauspielhaus kommt es zu einem Eklat, als Matthias auf der Suche nach Philipp mit Tanja zusammentrifft. Am Ende kann sich Philipp zu seiner Homosexualität bekennen und riskiert den Affront gegen die Schulleitung.

## Hintergrund
- Die durch das DEFA-Studio für Spielfilme (Potsdam-Babelsberg), Künstlerische Arbeitsgruppe „Babelsberg“[1] hergestellte Produktion war der einzige DDR-Film mit zentral homosexueller Thematik.
- Coming Out konnte dank des Einsatzes von Heiner Carow, der sich in der DEFA sieben Jahre lang um die Durchsetzung des Projekts bemüht hatte,[2] entstehen.
- Der Film wurde am 9. November 1989 im Ost-Berliner Kino International in einer Doppelvorstellung uraufgeführt. Unmittelbar nach den beiden Vorführungen um 19:30 Uhr und 22:00 Uhr wurde das Premierenpublikum Zeuge des Mauerfalls. Die Premierenfeier fand in der Ost-Berliner Gaststätte Zum Burgfrieden[3] statt, einem der Drehorte in unmittelbarer Nähe der Bornholmer Straße gelegen, wo an diesem Abend ein erster Grenzübergang geöffnet wurde.
- Im Film sind Ost-Berliner Skinheads zu sehen, die in der S-Bahn ausländerfeindlich agieren. Die Existenz von Skinheads in der DDR oder Ost-Berlin wurde offiziell immer geleugnet.
- Gudrun Ritter ist in einer Doppelrolle zu sehen. Zum einen als Philipps fürsorgliche Kollegin und zum anderen als gestresste Restaurant-Bedienung.

## Drehorte
Die Eingangssequenz des Films zeigt eine rasante Fahrt eines Krankenwagens.
Per Fahrrad fährt der Protagonist Philipp von Berlin-Mitte (Alexanderplatz) über den Prenzlauer Berg (unter anderem Schönhauser Allee) nach Pankow (unter anderem Kreuzung Mühlenstraße/U-Bahnhof Vinetastraße). Einige Szenen des Films wurden an tatsächlichen Treffpunkten von Homosexuellen in der DDR gedreht, dem Märchenbrunnen im Friedrichshain oder in der seit Januar 2000 nicht mehr existierenden Bar Zum Burgfrieden (Wichertstraße 69) sowie in der seit Juni 2013 geschlossenen Schoppenstube (Schönhauser Allee 44) in Prenzlauer Berg. Charlotte von Mahlsdorf hat eine kleine Nebenrolle. Das Schulgebäude des Films ist das heutige Carl-von-Ossietzky-Gymnasium, ein historistisches Gebäude in Pankow mit beeindruckenden Treppenhäusern und Fluren. Die Mitglieder der Schulleitung des Films wurden zum Teil von den damaligen Lehrern der Schule gespielt. Die Wahl dieser Schule war nicht ohne Pikanterie, da etwa zeitgleich zu den Dreharbeiten in der tatsächlichen Schule Schüler nach öffentlicher Kritik an den Militärparaden der NVA relegiert wurden (1988). Die Wohnungsszenen wurden in der Privatwohnung der Familie Lothar Bisky gedreht. Dieser war damals Rektor der Filmhochschule Babelsberg.

## Kritiken
„Wäre das Thema selbst in einer liberalen Gesellschaft schon brisant genug, wird die Dramatik in einem Staat wie der DDR überdeutlich. Die souveräne Inszenierung mit ruhiger Kameraführung, der gefühlvolle Soundtrack und vor allem die beeindruckende Besetzung lassen den Zuschauer die tragische Lage des Lehrers buchstäblich mitfühlen. Selbst die erotischen Szenen sind nicht voyeuristisch …“

Unter dem Titel „Eine Mauer fällt“ beleuchtet Carolin Weidner auch die Entstehungsgeschichte des Films. Die Dramaturgin Erika Richter setzte sich wiederholt für „Coming Out“ ein. Weidner berichtet, dass die Produktion eines Films über Homosexualität erst nach sieben Jahren und dem Ausscheiden von Hans Dieter Mäde, dem Generaldirektor der DEFA, möglich wurde.

## Auszeichnungen
Internationale Filmfestspiele Berlin 1990
- Silberner Bär in der Kategorie Besondere künstlerische Leistung für Heiner Carow
- Teddy Award in der Kategorie Bester Spielfilm
- Nominierung Goldener Bär

Nationales Spielfilmfestival der DDR in Berlin 1990
- Nationaler Filmpreis in der Kategorie Beste Regie für Heiner Carow
- Nationaler Filmpreis in der Kategorie Bester Nachwuchsdarsteller für Matthias Freihof

Weitere Preise
- Konrad-Wolf-Preis der Akademie der Künste (Berlin)

## Soundtrack
Ein Soundtrack für Coming Out wurde nicht veröffentlicht, und der Abspann enthält keinen Hinweis auf die Titel und Interpreten verwendeter Musikstücke. Der Soundtrack kann also nur durch genaues Hinhören rekonstruiert werden.
- Silly – Schlohweißer Tag
- Frank Schöbel – Wie ein Stern
- Karsten Troyke – Meine Mutter ruft mich nicht
- Frank Schöbel – Gold in deinen Augen
- City – Unter der Haut
- Babylon – Dynamit
- Chris Doerk – Kariert
- Monika Herz – Liebe
- Johann Sebastian Bach –  Weihnachtsoratorium